# Hôtel-restaurant Au Cygne
L'hôtel-restaurant Au Cygne est un monument historique situé à Eschau, dans le département français du Bas-Rhin.

## Localisation
Ce bâtiment est situé au 38, rue de la Première-Division-Blindée à Eschau.

## Historique
L'édifice fait l'objet d'une inscription au titre des monuments historiques depuis 1996.